# Кубок світу з біатлону 2010—2011, естафета, чоловіки
Змагання чоловічих естафет у рамках Кубка світу з біатлону 2010-11 розпочалися 12 грудня 2010 в Гохфільцені, Австрія, і завершаться 11 березня 2011 в Ханти-Мансійську, Росія, естафетною гонкою чемпіонату світу. Переможець попереднього сезону — збірна Норвегії.

## Формат
В естафеті від кожної команди змагаються чотири біатлоністи, кожен з яких пробігає три кола загальною довжиною 7,5 км, виконуючи дві стрільби з положення лежачи й стоячи. На кожній стрільбі біатлоніст повинен влучити в п'ять мішеней. Для цього він має 8 патронів, але спочатку в магазині тільки п'ять, додаткові патрони спортсмен повинен заряджати по одному. За кожну нерозбиту мішень біатлоніст повинен пробігти штрафне коло завдовжки 150 м. Гонка проводиться із загальним стартом. Першу стрільбу першого етапу біатлоністи повинні виконувати на установках, визначених їхнім стартовим номером. Надалі біатлоністи виконують стрільбу з установки, яка відповідає поточному місцю в гонці.

## Призери сезону 2009–10
| Медаль  | Країна   | Очки |
| ------- | -------- | ---- |
| Золото: | Норвегія | 228  |
| Срібло: | Австрія  | 210  |
| Бронза: | Росія    | 205  |

## Переможці етапів
| Гонка:                                                             | Золото:                                                                    | Час                                                       | Срібло:                                                                     | Час                                                       | Бронза:                                                                    | Час                                                       |
| Гохфільцен Протокол [Архівовано 16 грудня 2010 у Wayback Machine.] | Норвегія Александер Ус Уле-Ейнар Б'єрндален Еміль Хегле Свендсен Тар'єй Бо | 1:29:38.2 (1+3) (0+1) (0+0) (0+0) (0+0) (0+1) (0+2) (0+0) | Австрія Даніель Мезотіч Тобіас Ебергард Крістоф Зуманн Домінік Ландертінгер | 1:30:31.3 (0+1) (0+1) (0+0) (0+1) (0+0) (0+0) (0+0) (0+1) | Франція Венсан Же Жан-Гійом Беатрікс Лоїс Абер Мартен Фуркад               | 1:33:07.0 (0+0) (0+1) (0+1) (0+0) (0+1) (1+3) (1+3) (0+0) |
| Обергоф Протокол [Архівовано 8 січня 2011 у Wayback Machine.]      | Німеччина Крістоф Штефан Александер Вольф Арнд Пайффер Міхаель Грайс       | 1:23:53.0 (1+3) (0+0) (0+2) (0+2) (0+3) (0+3)             | Чехія Зденек Вітек Ярослав Соукуп Ондрей Моравець Міхал Шлезінгр            | 1:26:15.8 (0+1) (0+0) (0+2) (1+3) (1+3) (0+0) (0+2) (1+3) | Норвегія Александер Ус Ларс Бергер Руне Братсвеен Уле-Ейнар Б'єрндален     | 1:26:17.0 (0+2) (2+3) (0+1) (4+3) (0+1) (0+2) (0+0) (0+2) |
| Антерсельва Протокол [Архівовано 22 січня 2011 у Wayback Machine.] | Німеччина Крістоф Штефан Даніель Бем Арнд Пайффер Міхаель Грайс            | 1:10:17.2 (0+1) (0+0) (0+0) (0+2) (0+2) (0+0) (0+0) (0+2) | Італія Крістіан Де Лоренці Рене Лоран Вільєрмоз Лукас Гофер Маркус Віндіш   | 1:10:35.8 (0+2) (0+1) (0+0) (0+1) (0+0) (0+3) (0+0) (0+2) | Норвегія Еміль Хегле Свендсен Уле-Ейнар Б'єрндален Александер Ус Тар'єй Бо | 1:10:45.4 (0+1) (0+1) (0+0) (0+0) (0+0) (0+2) (0+1) (0+3) |
| Чемпіонат світу 2011                                               | Норвегія Уле-Ейнар Б'єрндален Александер Ус Еміль Хегле Свендсен Тар'єй Бо | 1:16:13.5 (0+0) (0+0) (0+0) (1+3) (0+1) (0+2) (0+1) (1+3) | Росія Антон Шипулін Євген Устюгов Максим Максимов Іван Черезов              | 1:16:26.9 (0+1) (0+1) (0+0) (0+2) (0+1) (0+0) (0+3) (0+0) | Україна Олександр Біланенко Андрій Дериземля Сергій Семенов Сергій Седнєв  | 1:16:41.5 (0+1) (0+2) (0+0) (0+1) (0+2) (0+1)             |

## Таблиця
| #  | Команда         | ГОХ | ОБЕ | АНТ | ЧС | Загалом |
| -- | --------------- | --- | --- | --- | -- | ------- |
| 1  | Норвегія        | 60  | 48  | 48  | 60 | 216     |
| 2  | Німеччина       | 43  | 60  | 60  | 36 | 199     |
| 3  | Україна         | 38  | 43  | 34  | 48 | 163     |
| 4  | Італія          | 31  | 36  | 54  | 40 | 161     |
| 5  | Австрія         | 54  | 28  | 40  | 32 | 154     |
| 6  | Росія           | 28  | 27  | 43  | 54 | 152     |
| 7  | Франція         | 48  | 38  | 36  | 29 | 151     |
| 8  | Швеція          | 40  | 29  | 38  | 43 | 150     |
| 9  | Словенія        | 34  | 40  | 29  | 34 | 137     |
| 10 | Чехія           | 36  | 54  | —   | 31 | 121     |
| 11 | Білорусь        | 26  | 34  | 30  | 28 | 118     |
| 12 | Швейцарія       | 32  | 31  | 31  | 24 | 118     |
| 13 | США             | 21  | 25  | 32  | 38 | 116     |
| 14 | Японія          | 20  | 32  | 26  | 21 | 99      |
| 15 | Болгарія        | 30  | 20  | 24  | 25 | 99      |
| 16 | Фінляндія       | 27  | 19  | 28  | 22 | 96      |
| 17 | Польща          | 29  | 24  | 22  | 20 | 95      |
| 18 | Естонія         | 19  | 26  | 23  | 26 | 94      |
| 19 | Словаччина      | 23  | 22  | 25  | 23 | 93      |
| 20 | Казахстан       | 22  | 23  | 27  | 19 | 91      |
| 21 | Канада          | 25  | 30  | —   | 30 | 85      |
| 22 | Велика Британія | 17  | 18  | 21  | 18 | 74      |
| 23 | КНР             | 18  | 21  | 20  | —  | 59      |
| 24 | Латвія          | 24  | —   | —   | 27 | 51      |
| 25 | Південна Корея  | 16  | —   | —   | 17 | 33      |
| 26 | Сербія          | 15  | —   | —   | 15 | 30      |
| 27 | Литва           | —   | —   | —   | 16 | 16      |